# Катча
Катча (біл. Катча) — озеро в Гомельському районі Гомельської області Білорусі в басейні річки Сож, 26 км у напрямку на південь від Гомеля, приблизно за 2,8 км на північний захід від села Студена Гута, за 2 км на захід від автодороги М8 ().
Площа поверхні озера 0,14 км². Довжина близько 1,5 км, найбільша ширина 0,1 км. Довжина берегової лінії 3,05 км.Озеро старичне і розташоване на заплаві Сожу. Котловина вигнута у формі дуги. Схили котловини висотою до 5 м, пологі. Берегова лінія слабозвилиста. У південній частині протоками Катча з'єднується з річкою Сож і озером Осушне.
В озері водяться щука звичайна, окунь, лящ, плітка, краснопірка, лин та інші види риб.